# Bert Van Lerberghe
Pour les articles homonymes, voir Van Lerberghe.
Bert Van Lerberghe (né le 29 septembre 1992 à Courtrai) est un coureur cycliste professionnel belge, membre de l'équipe Soudal Quick-Step.

## Biographie

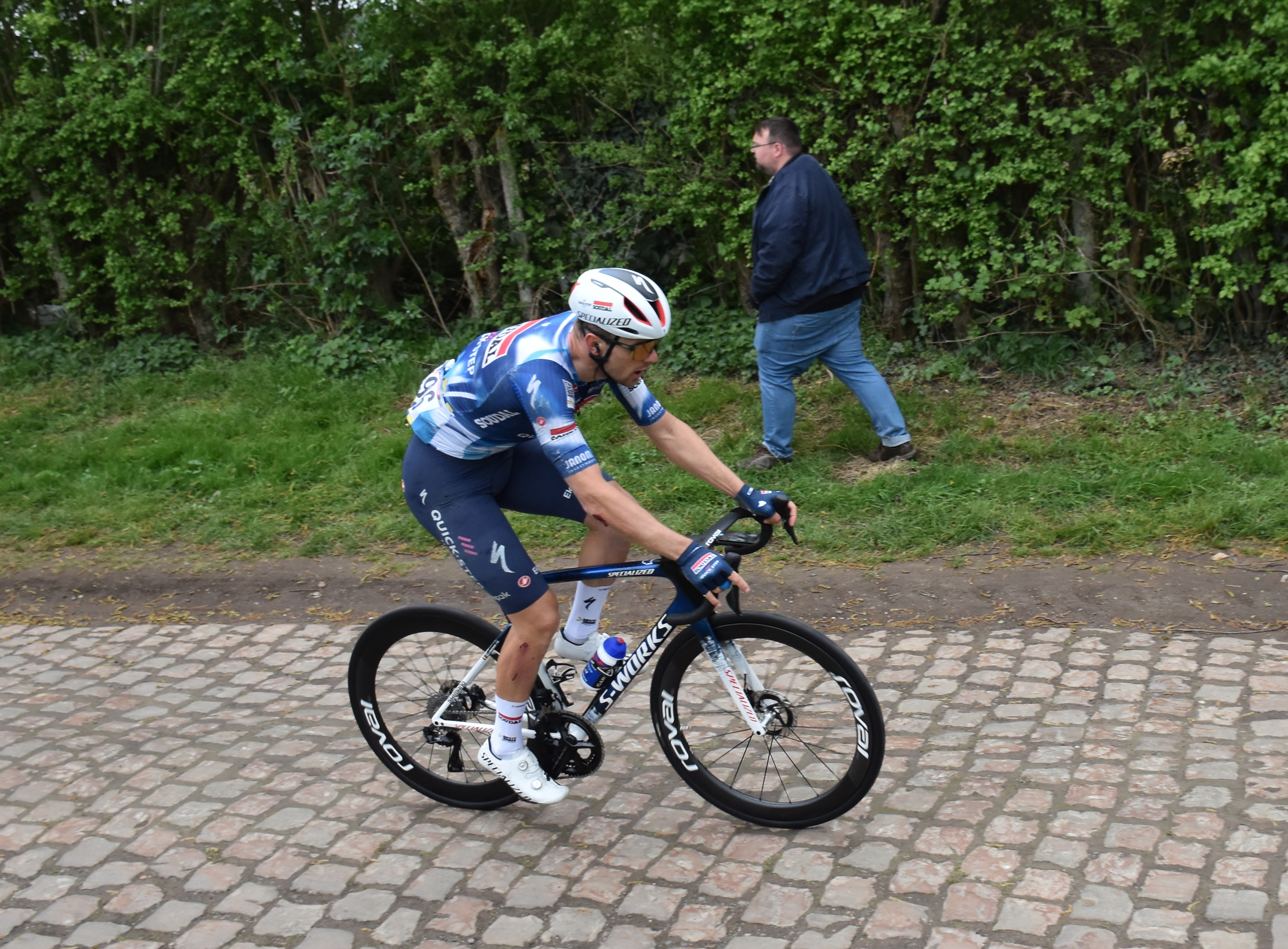
Bert Van Lerberghe # 96 - Paris-Roubaix 2025.

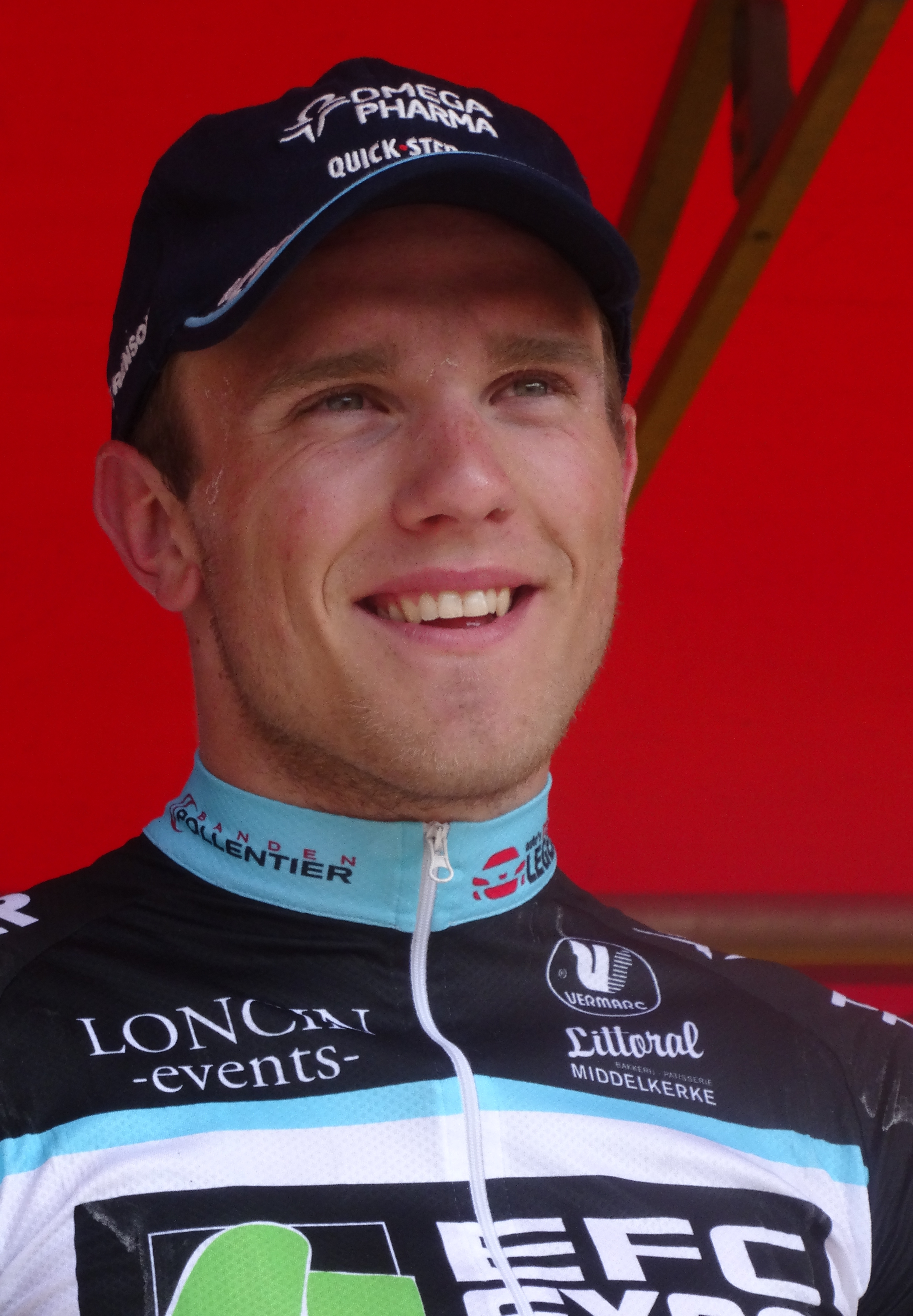
Bert Van Lerberghe lors de l'arrivée du Grand Prix Criquielion 2014 à Deux-Acren.

Fin 2014, il signe un contrat avec l'équipe continentale professionnelle Topsport Vlaanderen-Baloise d'une durée de deux ans.
En 2017, il est sélectionné pour participer aux championnats d'Europe de cyclisme sur route.
Ami de Tim Merlier, il est également son lanceur ou poisson-pilote quand celui-ci rejoint Soudal Quick-Step. En octobre 2023, la formation belge annonce que le contrat de Van Lerberghe est prolongé jusqu'en fin d'année 2025.

## Palmarès sur route

### Palmarès amateur
- 2009

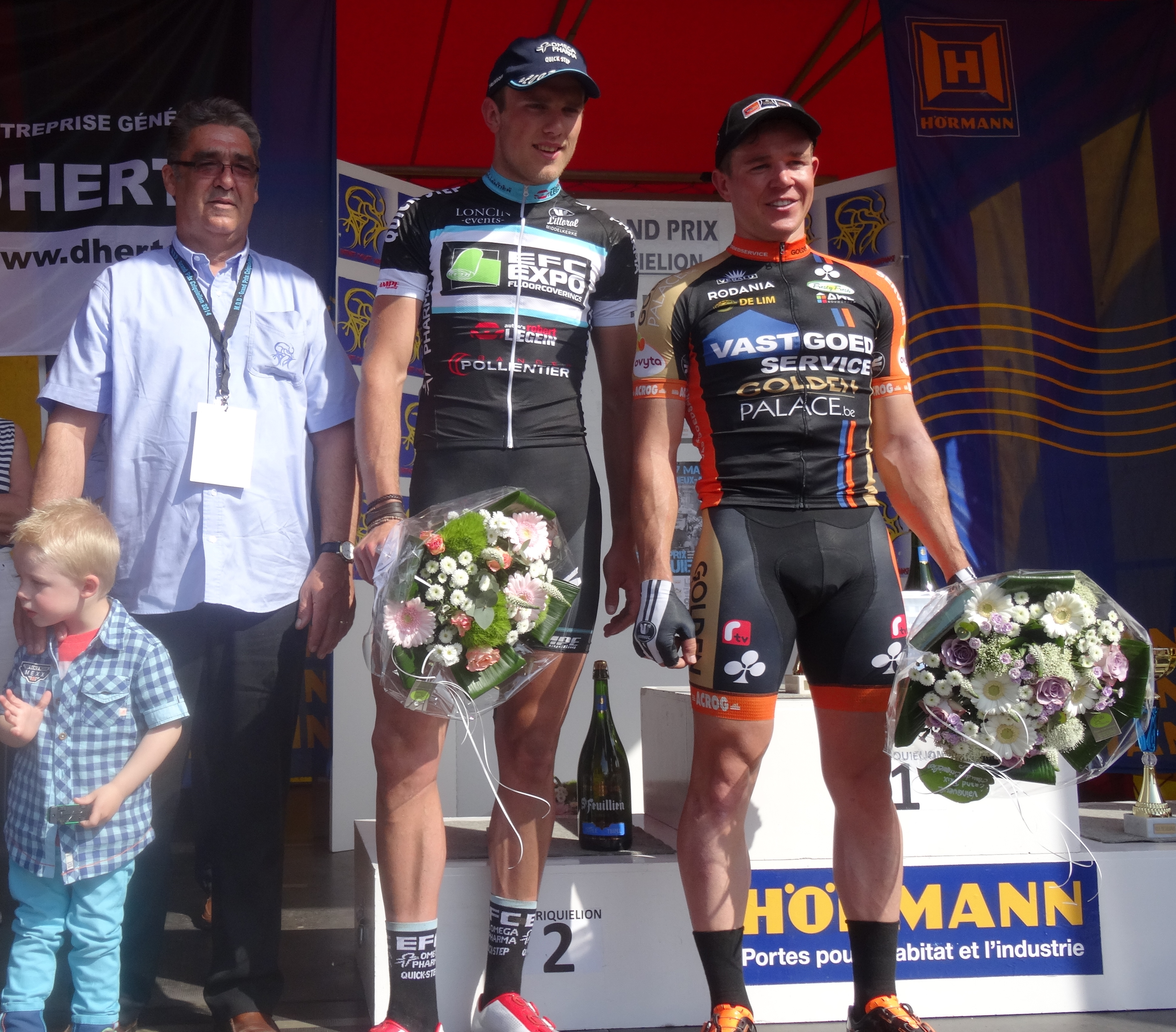
Claude Criquielion aux côtés de Bert Van Lerberghe (2e) et Kevin Peeters (1er) lors de la remise des pris de l'édition 2014 du Grand Prix Criquielion.

  - 2ea étape du Prix de Saint-Martin Kontich (contre-la-montre par équipes)
- 2010
  - Prix de Saint-Martin Kontich
  - 2e du championnat de Flandre-Occidentale du contre-la-montre juniors
  - 2e du Tour des Flandres juniors
- 2012
  - 2e du championnat de Flandre-Occidentale sur route espoirs
- 2013
  - 2e du championnat de Flandre-Occidentale du contre-la-montre espoirs
  - 2e du Tour de Flandre-Orientale
- 2014
  - 2e du championnat de Flandre-Occidentale du contre-la-montre espoirs
  - 2e du championnat de Belgique sur route espoirs
  - 2e du Grand Prix Criquielion
  - 3e de Gand-Staden
  - 3e de la Zuidkempense Pijl
  - 3e du Tour de Flandre-Orientale

### Palmarès professionnel
- 2016
  - 2e du Circuit du Pays de Waes
  - 2e de la Flèche côtière
- 2017
  - 2e du Tour d'Overijssel
  - 2e du Circuit du Westhoek
  - 3e de Paris-Troyes
- 2018
  - 7e du Circuit Het Nieuwsblad
- 2020
  - 7e des Trois Jours de Bruges-La Panne
- 2023
  - 2e étape du Tour des Émirats arabes unis (contre-la-montre par équipes)

### Résultats sur les grands tours

#### Tour de France
1 participation
- 2025 : 147e

#### Tour d'Italie
2 participations
- 2022 : 146e
- 2024 : 135e

#### Tour d'Espagne
1 participation
- 2021 : 137e

## Classements mondiaux
| Année           | 2012 | 2013   | 2014 | 2015 | 2016 | 2017 |
| --------------- | ---- | ------ | ---- | ---- | ---- | ---- |
| UCI Europe Tour | 499e | 1 129e | 361e | 189e | 94e  | 53e  |

## Palmarès en VTT
- 2015
  -  Champion de Belgique de beachrace
- 2016
  -  Champion de Belgique de beachrace